# هيرمان فان بريدا
هيرمان فـان بريدا هو كاهن كاثوليكي وفيلسوف بلجيكي، ولد في 28 فبراير 1911 في Lier, Belgium ‏ في بلجيكا، وتوفي في 4 مارس 1974 في لوفان في بلجيكا.

## وصلات خارجية
- هيرمان فـان بريدا على موقع الموسوعة البريطانية (الإنجليزية)